# میشل ایکوچارد
میشل ایکوچارد (به فرانسوی: Michel Écochard) معمار و برنامه‌ریز شهری فرانسوی است که در سال ۱۹۰۵ (میلادی) به دنیا آمد و در سال ۱۹۸۵ (میلادی) درگذشت. میشل ایکوچارد فارغ‌التحصیل مدرسه هنرهای زیبا در سال ۱۹۳۰ (میلادی) است. در تعالیم او تمایل به ایده‌های مدرن ساخت و ساز صنعتی وجود داشت. او محسور معماری بومی در مدیترانه بود که در آن زمان در پاریس توسط اگوست پقه معروف شده بود. وی همچنین عضو گروه بازسازی فرانسه بود که به ترمیم معبد بل در پالمیرا، مسجد عمری در بصری و قصر عظم در دمشق پرداخته‌اند. از دیگر فعالیت‌های وی می‌توان به تکمیل ساختمان موزه ملی کویت اشاره کرد.